# Юрій Хой
Юрій Миколайович Клинських (Хой) (27 липня 1964, Воронеж, РРФСР — 4 липня 2000, Воронеж, Росія) — радянський та російський музикант, автор, композитор, засновник та незмінний лідер панк-рок-гурту «Сектор Газа».

## Біографія
Народився 27 липня 1964 року в сім'ї інженера та клепальниці Воронезького авіаційного заводу Миколи Митрофановича і Марії Кузьмівни Клинських.
Юрій погано навчався у школі, віддавав перевагу музиці. Пристрасть до віршування прищепив батько, який писав вірші і намагався публікуватися. Юра рано дізнався про існування західної рок-культури, оскільки в сім'ї Клинських часто звучав рок-н-рол. Незабаром після цього він вирішив самостійно освоїти гітару. Батьківські уроки не пройшли дарма, тому Юра почав складати вірші, з яких потім складалися його перші пісні.
Після закінчення школи навчався в ДТСААФ на водія ЗіЛ-130. До армії познайомився з майбутньою дружиною Галиною. Служив на Далекому Сході в танкових військах механіком-водієм. Звільнився в запас 1984 року. Після служби в армії працював два роки інспектором ДАІ і один рік у позавідомчій охороні, потім фрезерувальником, оператором верстата з ЧПК на воронезькому «Відеофоні», вантажником, а на дозвіллі писав пісні. Свою творчість сприймав як хобі, навіть не мріючи про велику сцену. Записав на магнітофон акустичний альбом («Проходят годы словно миг…») у період з 1981 по 1985 рік. Після відкриття у Воронежі рок-клубу став його постійним відвідувачем. Навесні 1987 року в клубі відбувся концерт, на якому Юрій виконав кілька власних пісень.
Два роки він виступав сольно чи запрошеними музикантами. Перший склад групи, що отримала назву «Сектор Газа», зібрався 5 грудня 1987 року і надалі часто змінювався. Назву група отримала завдяки прізвиську частини Лівобережного району Воронежа, відомого напруженою екологічною ситуацією та криміногенною обстановкою. Що стосується псевдоніма, то він утворився від фірмового кличу: «Хой!», який Юрій часто виголошував під час своїх виступів, а так само використовував у своїй творчості.
Перший час «Сектор Газу» виступав на розігріві у гуртів, які приїжджали до Воронежа, таких як «Звуки Му» і «Діти». Через велику кількість ненормативної лексики в текстах пісень «Сектор Газу» протягом довгого часу залишався в андеграунді.
Справжня популярність прийшла в 1990-і роки, коли політика гласності породила величезний інтерес до всього, що раніше було забороненим. Тут пісні з нецензурною лексикою і огидною тематикою припали до душі місцевому слухачеві. З групою навіть був укладений контракт, але грошей це так і не принесло. Зате принесло широку популярність. Піратські записи «Сектору Газа» можна було придбати в будь-якому кіоску.

### Смерть та похорон
Помер 4 липня 2000 року о 12:37 в одному з приватних будинків у Воронежі. Того фатального дня музикант мав завершити зйомки кліпу на пісню «Ночь страха». Про смерть ходить багато чуток: за офіційною версією, він помер від серцевого нападу, хоча ніяких проблем з серцем раніше не спостерігалося. За неофіційною версією, помер через наркотики і страждав від гепатиту, що і стало причиною смерті. Справжні обставини смерті досі залишаються таємницею. 
В одній зі своїх пісень він пророчо заспівав: «Сектор газа — здесь не дожить до сорока». І не дожив 23 дні до власного тридцятишестиліття. Всупереч своєму іміджу бунтаря-одинака був одружений, мав двох доньок: Ірину і Лілію.
Похорон відбувся 6 липня 2000 року у Воронежі. Прощання проходило в ДК «Промінь», куди, незважаючи на сильну зливу, попрощатися з Юрієм прийшло багато воронежців. В Успенському храмі було проведено відспівування. Потім Юрія Клинського було поховано на Лівобережному цвинтарі (цвинтар «на баках», південно-східна частина, ділянка 7а). Біля його могили є своєрідна «Стіна Хоя», поцяткована написами «Сектор Газа», «Хой живий!», рядками з його пісень та цитатами за аналогією зі стіною Цоя. 28 червня 2011 року на могилі Юрія було встановлено надгробну пам'ятку, а у 2012 році виготовлено віртуальний тур його могилою.

## Дискографія

### Сольний альбом
1981—1985 — Акустичний альбом

### Сектор Газа

#### Демо-альбоми
- 1989 — Плуги-вуги (Плуги-вугі)
- 1989 — Колхозный панк (Колгоспний панк)

#### Студійні альбоми
- 1990 — Зловещие мертвецы (Зловісні мерці)
- 1990 — Ядрёна вошь (Ядрена воша)
- 1991 — Ночь перед Рождеством (Ніч перед Різдвом)
- 1991 — Колхозный панк (Колгоспний панк)
- 1992 — Гуляй, мужик! (Гуляй, мужик!)
- 1993 — Нажми на газ (Натисни на газ)
- 1993 — Сектор газа (Сектор газу)
- 1994 — Танцы после порева (Танці після порева)
- 1994 — Кащей Бессмертный (Кащей Безсмертний)
- 1996 — Газовая атака (Газова атака)
- 1997 — Наркологический университет миллионов (Наркологічний університет мільйонів)
- 1997 — Сектор газа (Сектор газу) [перезапис]
- 2000 — Восставший из Ада (Повсталий з Пекла)

#### Альбоми реміксів
- 1999 — Extasy
- 1999 — Extasy 2